# Нацизам
Нацизам или националсоцијализам, односи се углавном на тоталитарну идеологију и праксу Националсоцијалистичке немачке радничке партије (NSDAP) под вођством Адолфа Хитлера. Нацизмом се такође назива и политика коју је усвојила и спроводила немачка влада у периоду од 1933. до 1945, период који се у немачкој историји још назива Нацистичка Немачка или Трећи рајх.
Дана 5. јануара 1919. године основана је Немачка радничка партија (DAP), а у њеном оснивању су учествовали Антон Дрекслер и још шест чланова.
Хитлер, који је тада био у чину каплара, добио је задатак од немачке обавештајне службе да испита активност ове партије. Након што је импресионирао чланове партије својим говорничким способностима, Хитлеру је понуђено чланство у партији које је прихватио у септембру 1919. и убрзо је постао главни човек странке задужен за пропагандно деловање. Партија је 1. априла 1920. преименована у Националсоцијалистичку немачку радничку партију, противно Хитлеровом предлогу да се партија назове Социјално-револуционарна партија. 29. јула 1921. Хитлер је истиснуо Дрекслера са позиције првог човека у партији.
Нацизам није био концизна, теоретски утемељена идеологија јединственог покрета већ се у ствари радило о комбинацији различитих идеологија и група (углавном немачких), уједињених у јединственој осуди Версајског споразума који је у послератној Немачкој окарактерисан као јеврејско-комунистичка завера са циљем да се понизи Немачка. Због тога се састојао од најразличитијих политичких позиција које су осуђивале издају немачке и њен пораз у Првом светском рату, а које су обухватале антипарламентаризам, етнички национализам, расизам, колективизам, нацистичку еугенику и антисемитизам насупрот економском и политичком либерализму као и расистичком и завереничком ставу према финансијском капитализму и антикомунизму. Како је нацизам постајао доминантна идеологија у Немачкој, нарочито након 1933. године, у пракси је све више дефинисан кроз прогласе Нацистичке партије, а нарочито њеног вође, Адолфа Хитлера.

## Терминологија
Израз наци је изведен од прва два слога званичног имена Националсоцијалистичке немачке радничке партије на немачком језику. Пун назив странке на немачком језику је Nazional Sozialistische Deutsche Arbeiter Partei. Чланови партије ретко су између себе користили назив нациста већ су користили званичан назив националсоцијалиста. Израз нациста је имао пежоративно значење и углавном су га користили противници покрета, нарочито на југу Немачке, а представљао је пародију на израз соци, уобичајен и помало понижавајући израз за припаднике Социјал-демократске партије Немачке, главног политичког опонента нациста пре њиховог доласка на власт. Када је Хитлер дошао на власт, израз нациста је скоро у потпуности нестао из политичког и друштвеног живота у Немачкој, мада су га још увек користили противници режима у Аустрији.

## Историјска позадина
Националсоцијалистичка филозофија појавила се на политичкој сцени у критичном периоду за Немачку; нација не само што је поражена у Првом светском рату, већ је била принуђена да потпише Версајски споразум, који је садржао изузетно строге услове, што је у време велике депресије и политичке нестабилности додатно погоршало положај послератне Немачке. У то време родила се и "легенда о убоду у леђа" коју су лансирали националсоцијалисти, а по којој је немачки ратни напор био саботиран од стране унутрашњих елемената, нарочито Јевреја и да је „недостатак патриотизма“ био директан узрок немачког пораза (као један од аргумената у прилог овој теорији нацисти су истицали чињеницу да је линија фронта, у тренутку капитулације, била изван немачке територије). Политички критицизам био је усмерен ка социјал-демократама и ка влади Вајмарске републике која је била оптужена да је издала земљу. Теорија о „убоду у леђа“ имала је за последицу то што је немачко друштво очекивало повећано исказивање националне лојалности од стране немачких држављана страног порекла, као што су Јевреји, као и пораст антисемитских осећања и подршку идеји Јеврејског питања (Judenfrage) у време јачања народног покрета и жеље за стварањем Велике Немачке.
Иако је Хитлер приступио радничкој партији у септембру 1919. год., а објавио Мајн Кампф 1925-26. године основне идеје националсоцијализма имале су своје корене у идејама група и појединаца више деценија старим. Међу овим групама налази се народни покрет и његов окултни пандан, Ариозофија. Међу многобројним ариозофским групама налик ложама, само је тајно друштво Туле могло директно да се повеже са зачецима Нацистичке партије. Ова као и друге могуће везе између нацизма и окултног обрађене су у чланку Нацистички окултизам.
Нацизам савремен термин који се односи на идеологију Нацистичке партије и њен поглед на свет који је био раширен у немачком друштву, и у одређеној мери европском и америчком друштву, током година њене владавине Немачком (1933. до 1945). На слободним изборима одржаним 1932. године у Вајмарској републици Националсоцијалистичка немачка радничка партија постала је најјача парламентарна странка; ни једна друга политичка странка до тада није имала толику парламентарну већину. Именовање Адолфа Хитлера за немачког канцелара 30. јануара 1933. године као и даље снажење његове диктатуре означили су почетак стварања Нацистичке Немачке. Током своје прве године проведене на власти, НСДАП је прогласила „Хиљадугодишњи рајх“ - Tausendjähriges Reich или „Трећи рајх“ - Drittes Reich (као директног наследника Светог римског царства и Немачког царства). Националсоцијалистички режим у Немачкој престао је да постоји са завршетком Другог светског рата 1945. године, када је партија проглашена за злочиначку организацију од стране победничких сила. Као таква, Националсоцијалистичка партија је забрањена, а њеним припадницима је суђено за учествовање у ратним злочинима и злочинима против човечности.
Од 1945. године. Нацизам је, као политичка идеологија, законом забрањен у Немачкој. Забрана се односи и на сваки облик нацистичке иконографије и пропаганде. Упркос томе, неонацизам наставља да постоји у Немачкој и другим земљама света. Након Другог светског рада и Холокауста, израз нациста и симболи повезани са нацизмом (као што је свастика) стекли су изузетно негативну репутацију у Европи и Северној Америци. Назвати неког нацистом или указати на његове везе са нацизмом сматра се увредом.

## Идеологија
Нацизам је идеологија која се заснива на веровању у супериорност Аријевске расе, као дела германских народа. Током Хитлерове владавине, нацисти су заговарали успостављање јаке, централизоване владе под контролом Фирера тврдећи да на тај начин бране немачки народ (укључујући и Немце изван Немачке) од комунизма и такозване јеврејске завере. Коначан циљ нациста било је стварање хомогене, аутархичне етничке државе која би инкорпорирала идеје пангерманизма.
Историчари се често не слажу око главних циљева нацистичке партије као ни око тога да ли се нацизам може сматрати кохерентном идеологијом. Првобитни националсоцијалисти тврдили су да не постоји програм који би их спутавао као и да је њихов циљ одбацивање постојећег погледа на свет. Ипак са јачањем Хитлеровог утицаја и његовог успона до највише функције у партијској хијерархији и статуса партијске иконе, оно што се до тада сматрало нацистичком идеологијом претвара се у идеологију која је диктирана искључиво Хитлеровим личним ставовима и интересима - идеологија и њен највиши представник постали су недељиви у очима јавности. Проблем дефинисања нацизма као кохерентне идеологије, осим снажног Хитлеровог личног утицаја, додатно отежава и чињеница да се истакнути функционери Нацистичке партије нису могли сложити око стварања универзалне идеологије. Међутим, уколико се нацизмом може сматрати поглед на свет изнет у „Мајн кампфу“, онда је овај поглед на свет конзистентан и кохерентан, а његова главна карактеристика представља концепт историје као „расне борбе"; Führerprinzip; антисемитизам; стигматизација јудео-бољшевизма и потреба за проширењем „животног простора“ (Лебенсраум) на рачун Совјетског Савеза. Суштинска основа нацизма темељи се на тврдњи да је немачки народ нападнут и да мора да се уједини, дисциплинује и да буде спреман на жртве (под нацистичким вођством) како би однео победу над злочиначком „Јеврејском завером“ да се покори немачки народ.

### Фашизам
Како у широкој јавности, тако и међу ученим круговима нацизам се углавном сматра за један од облика фашизма - израза чија дефиниција је сама по себи спорна. Дебата се углавном води око поређења фашистичког покрета уопште и његовог италијанског прототипа, укључујући и фашизам у Немачкој. Идеја изнета у претходном излагању о одбацивању свих претходних идеја и идеологија као што је демократија, либерализам и нарочито марксизам (као нпр. код Ернста Нолта) отежава прецизно дефинисање ова два појма; ипак, италијански фашисти нагињали су ка веровању да би сви елементи друштва морали бити уједињени кроз корпоративизам како би се формирала "органска држава"; то значи да ови фашисти често нису имали јасне ставове у вези са расом, с обзиром на то да су само држава и нација имали значај.
Насупрот италијанском фашизму, немачки нацизам је наглашавао принцип Аријевске расе у толикој мери да је држава постала само један од инструмената у остваривање „праве судбине“ Аријевске расе. У расправи између историчара (као што је Zeev Sternhell) у којој се тврдило да су оба покрета јединствена, или да је то барем немачки покрет, многе стране су се сложиле да постоји много јача скоро породична сличност између италијанског и немачког фашистичког покрета него што постоји сличност између европских демократија и комунистичких држава за време Хладног рата; такође, ова два фашистичка покрета могу се поредити не само по злочинима за које су одговорни, већ и по почетним политичким потезима: нпр. може се повући паралела између Мусолинијевог марш на Рим и неуспелог покушаја државног удара (Пивнички пуч) који је Хитлер, недуго затим извео у Минхену.
Такође, аријанизам није био популарна идеја међу Италијанима који нису били нордијска раса, али је расизам у Италији био веома изражен, а геноцид је спровођен у концентрационим логорима много пре него што се слично догодило и у Немачкој. Филозофија која је правила разлику између ова два фашистичка покрета углавном се ослањала на чињеницу да су оба покрета настала у различитим државама: како италијански краљ није умро, за разлику од Немачке у којој је Хитлеровом доласку на власт претходила смрт Рајхспрезидента, италијански вођа Дуче није био у могућности да се домогне потпуне власти као што је то пошло за руком Хитлеру, што је за последицу имало Мусолинијево свргавање са власти.

## Нацистичка теорија
Хитлерова политичка уверења, која је изнео у књизи Мајн Кампф (Моја борба, 1925) састоје се од три основна става која је догматски заступао: концепт историје као „расне борбе“ под утицајем социјалног дарвинизма; антисемитизам и идеја да Немачка мора да освоји „животни простор“ од Русије. Његов антисемитизам заједно са његовим антикомунизмом створио је плодно тле за развој теорије завере или јудео-бољшевизма. Своје ставове Хитлер је почео да формира још за време свог боравка у Бечу од 1907. до 1913. године. Посматрајући друштвене прилике у Бечу, Хитлер је дошао до закључка да постоји расна, религијска и културна хијерархија и да се на њеном врху налази Аријевска раса као апсолутно супериорна, док се Јевреји и Роми налазе на њеном дну. О политици Аустроугарске по којој се држављанство стицало рођењем, Хитлер је имао неодређен став. Сматрао је да је разноврсност нација ослабила царство и да је довела до неслоге. Такође, видео је демократију као дестабилизациони фактор зато што је стављала власт у руке етничких мањина, које су, како је тврдио „слабиле и дестабилизовале“ царство делећи се међу собом. На Хитлерову политичку мисао велики утицај је имао Први светски рат и Октобарска револуција 1917. године због чега ју је знатно модификовао у периоду између 1920 и 1923. године да би је затим дефинитивно уобличио у Мајн Кампфу.

### Национализам
Хитлер је основао нацистичку државу утемељену на расно дефинисаном „немачком народу“ и принципијелно је одбацио идеју његовог спутавања границама национализма који је само представљао средство за постизање апсолутне супремације. У складу са тим, његов национализам и хипер-национализам је толерисан у циљу постизања светске доминације Немачко-аријевске расе Volksgemeinschaft. Овај идеја представља основни концепт Мајн Кампфа и промовисана је мотом Ein Volk, ein Reich, ein Führer (један народ, једно царство, један вођа). Нацистички однос између народа Volk и државе назван је Volksgemeinschaft ("народна заједница“, неологизам с краја 19. или почетка 20. века који дефинише друштвену обавезу грађана у служби Рајха (насупрот једноставном „друштву"). У називу националсоцијалистичке идеологије појам „национал“ извире из односа грађана и нације, док је појам „социјализам“ поново оживљен у значењу опште обавезе појединаца према немачком народу: сва дела морају бити учињена искључиво у служби Рајха. У пракси нацисти су истицали да је њихов циљ стварање „националне државе“ као темеља и отелотворења заједничке воље немачког народа, уједињеног у Volksgemeinschaft - народној заједници као идеалном и практичном инструменту владања. Насупрот нацизму, ненационалне социјалистичке идеологије противе се концепту нације.

### Милитаризам
Нацистичка мисао се у великој мери ослањала на милитаристичко веровање да велике нације постају још снажније захваљујући војној сили која одржава ред и која се „природно“ развија и јача у „рационалним, цивилизованим културама“. Нацистичка партија се у свом деловању ослањала на немачке националисте и национални понос, користећи иредентистичка и реваншистичка осећања као и аверзију према различитим аспектима модерног мишљења (иако је истовремено прихватала различите модернистичке идеје, као што је дивљење снази мотора). Многи етнички Немци осећали су дубоку посвећеност циљу стварања Велике Немачке (стари сан који је подразумевао присаједињење Аустрије Немачкој), који се по некима није могао остварити без примене војне силе.

### Расизам и дискриминација
Нацистичка расна филозофија била је под утицајем радова Артура де Гобиноа, Хјустона Стјуарта Чемберлена и Медисона Гранта и у потпуности је прихватила теорију о инвазији аријевске расе од Алфреда Розенберга. Ова теорија довела је у везу порекло немачког народа са Аријевским народом који је живео у древном Ирану и који је извршио инвазију на долину реке Инда, доносећи са собом велико знање и науку која потиче из времена које претходи библијском потопу. Теорија о „антиделувијалном свету“ по којем Аријевска раса потиче из периода од пре потопа и пре леденог доба приписује се тајном друштву Туле и може се повезати са теоријама о постојању Атлантиде. Већи део оснивача и вођа нацистичке партије били су чланови тајног друштва Туле, које је романтизовало Аријевску расу кроз теологију и ритуале.
Хитлер је такође тврдио да је нација највећа творевина расе и да „велике нације“ (буквално велики народи) представљају креацију хомогене популације „великих раса“ које делају заједно. Ове нације развиле су културе које су се природно развиле из „расе“ и које имају „природно добро здравље и агресивне, интелигентне и храбре карактерне црте“. „Најслабије нације“, су према Хитлеру „нечисте“ или „мешовите расе“, зато што имају подељене и супротстављене, па самим тим и слабе културе. Најгоре међу нацијама сматране су паразитским "Untermensch" (нижим бићима), у које су сврстани првенствено Јевреји, али и Роми и Јеховини сведоци, хомосексуалце, инвалиде и тзв. антисоцијалце који су сви сматрани "lebensunwertes Leben" ("недостојним да живе") због своје очигледне неспособности и инфериорности, као и због свог лутајућег карактера и ненационалне инвазије коју су извршили ("интернационални Јевреји"). Прогон хомосексуалаца, као део Холокауста, интензивно привлачи пажњу научних кругова још од 1990. године, иако су многи хомосексуалци били припадници СА јуришних одреда.
Према нацистичкој теорији, погрешно је дозволити или охрабривати разноврсности унутар нације. Фундаментални циљ нациста било је уједињење свих народа са германског говорног подручја, „неправедно“ подељених границама различитих националних држава. У складу са тим, нацисти су покушали да регрутуј холандски и скандинавске народе у СС, сматрајући да све ове нације имају супериорно германско порекло, али је одзив добровољаца био релативно слаб.
Хитлер је такође тврдио и да нације које нису у способности да одбране своје територије, не заслужују ни да их имају. Сматрао је да је „словенска раса“, као словенски народ, мање вредна постојања од „владарске расе“. Конкретно, уколико би владарској раси затребао животни простор, према Хитлеру, она би имала право да отера са њихових територија инфериорне староседелачке расе.
"Расе без домовине“ Хитлер је прогласио за „паразитске расе“ и што су чланови ових паразитских раса били богатији, њихов паразитизам је био заразнији. Владарска раса је, према нацистичкој доктрини, могла лако оснажити свој положај уклањањем паразитских раса из своје домовине. Ова идеја представљаће повод за касније прогоне и елиминацију Јевреја, Рома, Чеха, Пољака, ментално и психички хендикепираних, хомосексуалаца и других група које не припадају категоријама које су биле обухваћене Холокаустом. Вафен-СС и други немачки војници (укључујући и делове Вермахта), као и цивилне парамилитарне групе на окупираним територијама, биле су одговорне за смрт око 11.000.000 мушкараца, жена и деце у концентрационим логорима, заробљеничким логорима, радним логорима и логорима смрти као што су то били Аушвиц и Треблинка.

#### Еугеника
Чврсто веровање да је потребно прочистити немачку расу за последицу је имало стварање еугенике; спровођење идеје о чистој раси довело је до обавезне еутаназије инвалида и обавезне стерилизације људи са менталним недостацима или болестима наследног карактера. Адолф Хитлер је сматрао да је Спарта била прва „народна држава“ и хвалио је њен рани еугенички третман деформисане деце.

#### Антисемитизам
Према нацистичкој пропаганди, Јевреји су настојали да изазову поделе у немачком народу и међу државама. Нацистички антисемитизам је био првенствено расног карактера: „Јеврејин је непријатељ и уништитељ чистоте крви, свесни уништитељ наше расе“; међутим, Јевреји су такође описивани и као плутократе које искоришћавају радничку класу: „Као социјалисти ми се супротстављамо Јеврејима зато што у Хебрејима видимо инкарнацију капитализма и злоупотребу народних добара.

#### Хомосексуалност
Након Хитлеровог доласка на власт, ухапшено је око 100.000 хомосексуалаца. Претпоставља се да је од тог броја, око 50.000 послато у концентрационе логоре у којима је смрт нашло између 5.000 и 15.000 хомосексуалаца. Према Харију Устерхусу (Harry Oosterhuis), нацистички став према хомосексуалности је био двосмислен, а хомосексуалност је била уобичајена појава у СА јуришним одредима Sturmabteilung. У складу са тим, хапшење хомосексуалаца не може се посматрати у контексту спровођења „расне хигијене“ или еугенике. Националистички омладински покрет привлачио је велики број хомосексуалаца због заступања идеје Männerbund (мушког зближавања); у пракси, Устерхус сматра да је прогон хомосексуалаца био највише политички мотивисан. На пример, хомосексуалност Ернста Рема је била позната ствар и чест повод за шалу. Рем је убијен највише због тога што је представљао политички претњу, а не због своје сексуалности. 

### Религија
Хитлер је покушао да рационализује и религијску доктрину која се већ налазила под притиском његове критике традиционалног католицизма. Хитлерови критички ставови, у складу са „позитивним хришћанством“ односили су се на интернационални карактер католицизма - тј. чињеницу да се ова религија не може искључиво везати само за једну расу и националну културу. У исто време, иако је то било донекле контрадикторно, нацизам је комбиновао елементе традиције немачке лутеранске заједнице са паганском традицијом северне Европе. Елементи милитаризма нашли су своје место у теологији коју је Хитлер креирао; он је проповедао да је ово „истинита“ или „владајућа“ религија, зато што ће она „створити владаре“ и неће повлађивати лажима. Религије које су проповедале љубав и толеранцију, „су противно чињеницама“ проглашаване за „робовске“ или „лажне“ религије. Човек који препознаје ове „истине“, наставио је Хитлер, је предодређен да буде „природни вођа“, а они који их поричу рођени су да буду „робови“. „Робови“, а нарочито они интелигентни, тврдио је, увек су покушавали да ометају своје господаре проповедајући лажне религије и политичке доктрине.
Антиклерикализам се такође може сматрати делом нацистичке идеологије, зато што нова нацистичка хијерархија није могла дозволити себи да буде потчињена моћи коју је црква традиционално имала. У Аустрији, свештенство је имало важну улогу у политичком животу и одговарало је директно Ватикану. Иако су постојали појединачни изузеци, прогон хришћана био је ограничен углавном на оне који су одбијали да се повинују новом режиму и потчине се његовој моћи. Нарочито трагичан пример који илуструје прогон хришћана је случај Дитриха Бонхофера (Dietrich Bonhoeffer). Ипак, нацисти су често користили цркву да би оправдали своје ставове и укључили су многе хришћанске симболе у иконографију Трећег рајха.
Народни покрет у Немачкој је био чврсто против атеизма; слободоумни људи су често долазили у сукоб са нацистима током двадесетих и тридесетих година 20. века. По доласку на власт, Хитлер је забранио све организације које су популаризовале слободну мисао и покренуо је „антибезбожнички“ покрет. У говору који је одржао 1933. године. Хитлер је објавио: „Ми смо ....... спровели борбу против атеистичког покрета и то не само са неколико теоретских декларација; ми смо их згазили." Ово отворено непријатељство је било много јасније него што је то био сложен и често контрадикторан однос нациста према традиционалној хришћанској вери.
Преовлађујући научни став од Другог светског рата наовамо је да је Мартин Лутеров трактат из 1543. године под називом „О Јеврејима и њиховим лажима“ значајно утицао на немачки став према јеврејским грађанима у вековима између реформације и холокауста. Нацисти су излагали овај трактат током нирнбершких скупова, а град Нирнберг је поклонио његово прво издање Јулијусу Штрајхеру, уреднику нацистичких новина „Јуришник“ (Der Stürmer), новина које су га описале као најрадикалнији антисемитски трактат који је икада објављен. Упркос увреженом мишљењу, теолог Јоханес Валман (Johannes Wallmann) написао је да трактат није имао дуготрајан утицај на Немачку и да је углавном био игнорисан током 18. и 19. века.

Према Данијелу Голдхагену, бискуп Мартин Сасе, један од најутицајнијих протестантских црквених великодостојника, објавио је збирку дела Мартина Лутера убрзо након "кристалне ноћи" ; Сасе је „похвалио паљење синагога и коинциденцију да се то догодило баш на тај дан, што је и навео у самом уводу, "10. новембра 1938. године на Лутеров рођендан, синагоге горе у Немачкој." Немачки народ, нагласио је, мора да обрати пажњу на ове речи „највећег антисемите свог времена који је упозорио немачки народ на опасност од Јевреја." Diarmaid MacCulloch изнео је став по којем је трактат „О Јеврејима и њиховим лажима“ представљао упутство по коме је спроведена „кристална ноћ“.
У литератури и публицистици, идеолошка и политичка спрега између клерикализма и нацистичких покрета, првенствено у Аустрији и Немачкој, означава се као клеронацизам (односно клеро-нацизам).

### Антикапитализам
Нацистичка идеологија имала је изражен антикапиталистички карактер. Програм од 25 тачака нацистичке партије, који је донет 1920. године навео је неколико економских услова. Неки од ових услова били су „да једна од главних обавеза државе буде обезбеђење егзистенције својих грађана“, „аболиција свих прихода који нису настали као резултат рада“, „немилосрдна конфискација ратног профита“, „национализација свих предузећа које су прерасле у корпорације“, „подела профита у великим привредним подухватима“, „проширење програма пензионог осигурања“, „аграрна реформа прилагођена нашим националним потребама“ и да би се постигли ови и други циљеви „стварање јаке централизоване државне власти Рајха." Ипак, степен у којем су нацисти подржавали овај програм је током година доведен у питање. Током двадесетих година 20. века учињено је више покушаја да се овај програм у потпуности замени. Нпр. 1924. год. Готфрид Федер је предложио нови програм сачињен од 39 тачака који је задржао нека од старих начела, нека заменио и додао читав сет нових начела. Након 1925. године. Хитлер није дозволио никакву расправу о партијском програму, тврдећи да никаква расправа није потребна јер је програм „неприкосновен“ и нема потребе да се мења. Хитлер није споменуо ни једно од начела програма у својој књизи „Мајн кампф“ већ је о њима говорио успутно као о „тзв. програму покрета“.
Гласноговорник нацистичке странке, Јозеф Гебелс инсистирао је 1932. године да је НСДАП „радничка партија“ и да је „на страни радништва и против финансијског капитализма“. Хитлер је за нацисте рекао: „Ми смо социјалисти, ми смо непријатељи данашњег капиталистичког економског система који израбљује економски слабије, са својим неправедним платама, са својим безочним судом о људском бићу на основу његовог богатства и имовине, а не на основу његове одговорности и способности"; ипак, јасно је истакао да нацизам „нема ништа са марксистичким социјализмом," говорећи да је „Марксизам против власништва, док прави социјализам то није." Хитлер је још рекао „Ја апсолутно инсистирам на заштити приватне својине... морамо охрабрити приватну иницијативу“. Ипак, сматрао је да је потребно регулисати власничке односе како би се осигурало да „добробит заједнице буде испред добробити појединца“. Уследили су напади на оно што је Хитлер назвао „плуто-демократија“ и за коју је тврдио да представља јеврејску заверу у корист демократских партија како би се очувао капиталистички систем.

### Други корени
Идеолошки корени из којих је изникао националсоцијализам били су засновани на многобројним изворима из европске историје, а нарочито из романтизма 19. века и из биолошких идеја које је у својим делима изнео немачки филозоф Фридрих Ниче, који је заступао „напредно размножавање“ са циљем стварања „супер-човека“ (Übermensch). Хитлер је помно читао и прихватао ове идеје које ће касније бити могуће пратити кроз разне нацистичке публикације, као што су публикације у издању Германордена (Germanenorden) и тајног друштва Тула. Он је такође усвојио више популистичких идеја као што су ограничавање профита, укидање ренти и обимно проширење програма социјалне помоћи– али само за Немце.

### Комплекс ниже вредности
Настанак нордијске митологије често се приписује комплексу ниже вредности. Филип Вејн Повел, у својој књизи „Дрво мржње“ (1985), тврдио је да је нордијски мит почео свој успон у Немачкој током 15. века као реакција Немаца на чињеницу да су Италијани на њих гледали као на инфериоран и примитиван народ. На 48. страници своје књиге, написао је:
"У 15. и раном 16. веку, снажан развој немачког патриотизма био је стимулисан презиром Италијана према немачкој културолошкој инфериорности и варваризму, што је довело до узвратне реакције немачких хуманиста који су истицали немачке квалитете."
Фодор М. В., у својој књизи „Нација“ (1936) каже:
"Ни једна нација није толико пропатила због комплекса ниже вредности од Немаца. Националсоцијализам, био је само један од покушаја да се комплекс ниже вредности трансформише, макар привремено, у осећање супериорности“.

### Варијације
Нацизам није представљао хомогену идеологију због чега се може поделити у више „под-идеологија“. Током 1920-30, постојале су две доминантне фракције у НСДАП. Постојали су следбеници Ота Штрасера, тзв. Штрасеровци и следбеници Адолфа Хитлера који би се могли назвати Хитлеровци. Фракција Штрасероваца је нагло ослабила и нестала након избацивања Ота Штрасера из партије 1930. док је његов покушај да оформи опозициони левичарски фронт у форми Црног фронта пропао. Остатак фракције који је опстао у редовима СА, уништен је током Ноћи дугих ножева, у којој је убијен и Грегор Штрасер, Отов брат. У послератној ери, Штрасеризам је поново оживео међу неонацистичким групама које су се отворено декларисале као Штрасеровци. Да ли су се они искрено одрекли Хитлеризма у корист Штрасеризма, или се радило о покушају да се нацизам одвоји од Хитлера не би ли идеологија постала прихватљивија, питање је о којем се може расправљати.
Хитлерове теорије нису биле привлачне само Немцима; моћни и богати појединци различитих националних припадности говорили су за њих да су корисне. Пример за ову тврдњу су Хенри Форд, оснивач Форд мотор компаније и Еуген Шулер, оснивал "Л'Ореала“. Ипак, ове теорије су биле најприхваћеније од стране широких народних маса у Немачкој.

## Кључни елементи нацистичке идеологије
- Програм Националсоцијалистичке партије
- Одбацивање демократије и касније укидање политичких странака, радничких синдиката и слободне штампе.
  - Принцип вође (Führerprinzip) - као апсолутна вера у вођу (одговорност пред надређенима и ауторитет према подређенима).
- Екстремни национализам.
  - Антибољшевизам.
  - Снажна демонстрација локалне културе.
  - Социјални дарвинизам.
  - Одбрана „крви и земље“ (Blut und Boden) - представљене црвеном и црном бојом на нацистичкој застави.
  - Животни простор (Lebensraum) - политика освајања додатног животног простора за немачки народ на истоку.
- Нацизам и раса, расна политика Трећег рајха и нацистичка еугеника:
  - Антиславизам.
  - Антисемитизам.
  - Стварање „расе владара“ (Herrenrasse или or Herrenvolk).
  - Аријевска супремација; прецизније, рангирање појединаца на основу њихове расе и расне чистоте и фаворизовање нордијске расе.
- Ограничена слобода вероисповести (тачка 24. програма Националсоцијалистичке партије)
- Одбацивање модерне уметности и повратак класицизму.
- Сарадња са фашистичким и тоталитаристичким режимима.[43]

## Последице Нацизма
Дванаестогодишње владање нацистичких организованих зликоваца и подухват покоравања Европе и доброг дела света – и то не у старом, класичном смислу империјализма, него у складу с расистичком идејом немачког малограђанина о германској „вишој раси“ која има право не само да влада другим народима него и да истребљује оне које сматра недостојним живљења завршио се потпуним војним, политичким, економским и моралним сломом оних који су покренули Други светски рат, али и целе једне државе која је била њихов талац. Хитлеров „хиљадугодишњи“ Трећи рајх био је на коленима, поражен и разголићен у својој монструозности, а Немачка је лежала у рушевинама, избомбардована и понижена, окупирана од Савезника од чије (не)милости је у потпуности зависила.